# Петрівка (зупинний пункт)
Петрі́вка (раніше також 1385 км) — залізничний пасажирський зупинний пункт Одеської дирекції Одеської залізниці на лінії ім. М.А. Гур’єва — Подільськ.
Розташоване в селі Петрівка Подільського району між станціями Мардарівка (11 км) та Чубівка (7 км). За 1,5 км північніше залізницю перетинає міст на автошляху E584 (Полтава — Кишинів).
На платформі зупиняються приміські поїзди